# Snikken en grimlachjes

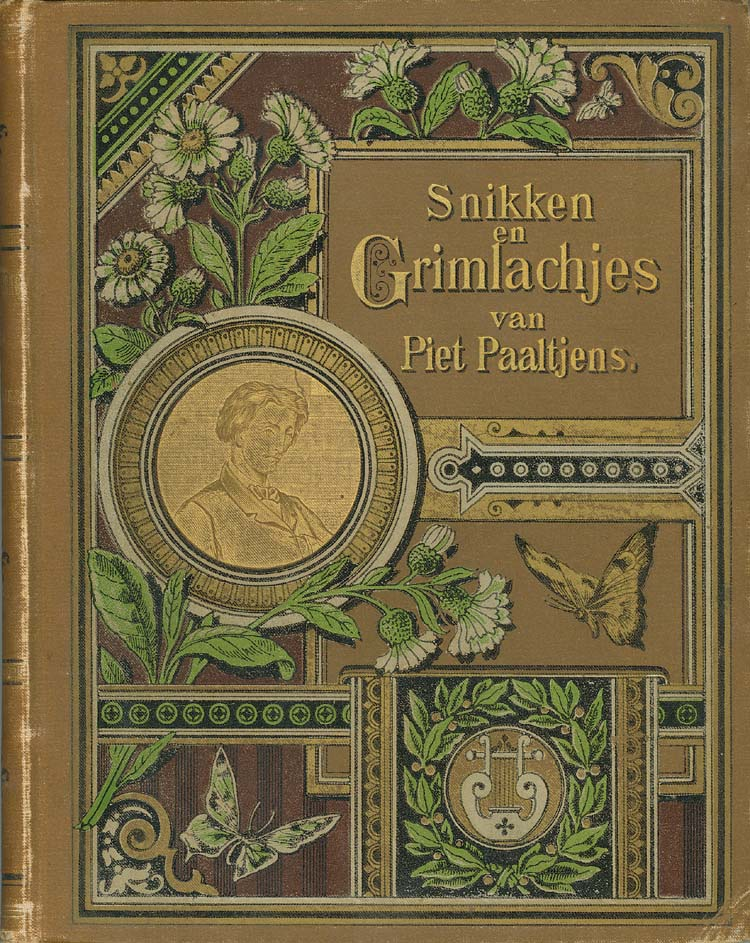
Kaft van de zesde druk van Snikken en Grimlachjes

Snikken en grimlachjes (ondertitel: Academische poëzie) is de bekendste verzameling van het werk van Piet Paaltjens, de door de Nederlandse dichter en predikant François Haverschmidt (1835-1894) in het leven geroepen mystificatie.
De bundel bevatte oorspronkelijk slechts 24 gedichten. Ze vielen in de smaak bij een groot publiek, waarschijnlijk dankzij de humoristische, melancholisch-romantische toon of misschien wel omdat de gedichten 'zedelijke strekking' misten, zoals HaverSchmidt zelf in het eerste voorwoord schrijft. Typerend voor de poëzie van Paaltjens is de combinatie van romantische clichés (onbeantwoorde liefde, hooggestemde gevoelens, natuur), ironie en platte realiteit.

## Opbouw
De bundel is als volgt opgebouwd:

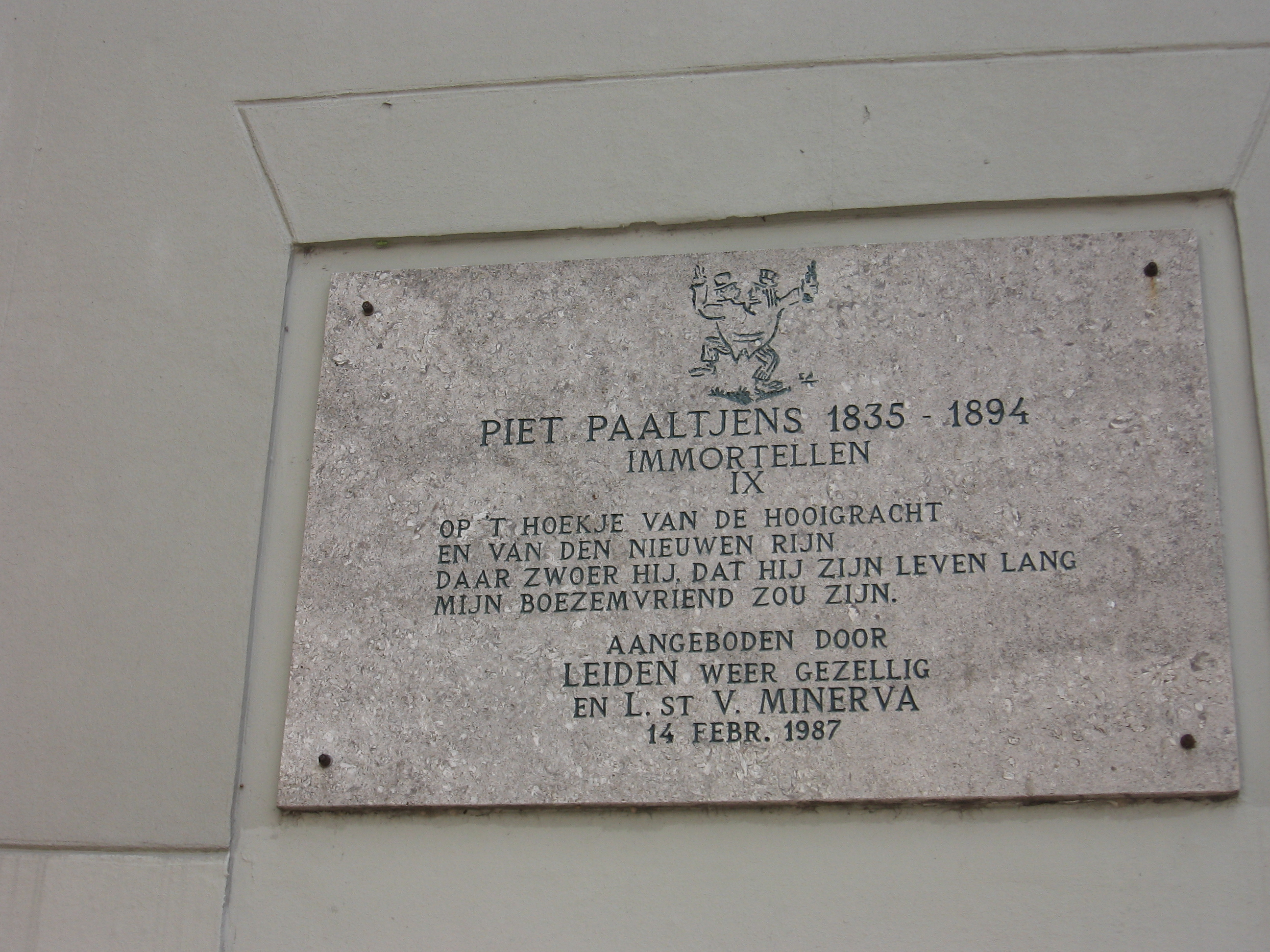
Gevelsteen aan de Hooigracht in Leiden, met tekst uit Immortellen

- De bleeke jongeling, een losstaand gedicht.
- Immortellen 1850-1852, dertien korte gedichten waarvan de nummering suggereert dat het een greep is uit een veel grotere collectie.
- Tijgerlelies 1851-1853, vier gedichten over meisjes.
- Romancen, zes verhalende gedichten, waarvan drie erg lang.

## Verschillende drukken
De bundel kende tijdens het leven van Haverschmidt zes herdrukken.
In de eerste druk, verschenen in 1867 bij drukkerij Roelants te Schiedam, geeft Haverschmidt een inleidende 'levensschets' van Paaltjens, waarin hij enigszins zijn minachting voor het werk uit; Ik vind er ook geen zedelijke strekking in.
In de tweede druk wordt het voorwoord verzorgd door Piet Paaltjens zelf in de vorm van een brief aan de uitgever. Hij noemt Snikken en Grimlachjes rijmelarijen mijner jonkheid en schrijft dat hij latere gedichten gebruikt heeft om een keteltje bisschop mee te verwarmen. Hij geeft aan dat hij voorgoed heeft afgezien van sombere, bittere liederen.
Voor de vierde druk schrijft Haverschmidt weer een soort voorwoord waarin hij zijn minachting intrekt en toegeeft dat hij eigenlijk 'dweept' met de uitgave. Voor deze druk heeft zijn vriend Van Wessem (Adrianus Arena Ictus) van de 'Immortellen' I en LXXII Latijnse vertalingen gemaakt.
Aan de vijfde druk (1881) wordt een 'Aanhangsel' toegevoegd, dat wordt ingeleid door de uitgever: Paaltjens heeft (...) ons vergund, het achterstaande gedicht aan zijn Snikken en Grimlachjes toe te voegen. Het heet 'Reünie' en is door Paaltjens geschreven ter gelegenheid van het lustrum van zijn vroegere Leidse studentenvereniging. Daarnaast bevat het aanhangsel weer een Latijnse vertaling door Van Wessem: 'Immortelle' LX.
De laatste druk die tijdens het leven van Haverschmidt verschijnt is de zesde druk uit 1889. Hierin zijn aan het Aanhangsel Latijnse vertalingen van de 'Immortellen' XXV, XCVI en 'De zelfmoordenaar' toegevoegd, wederom verzorgd door Van Wessem. Nieuw in deze druk waren vier gedichten van Piet Paaltjens die hij aan Adriaan van Wessem opdroeg: 'Aan Adrianus Arena Ictus. Een paar slotsnikken.'
Snikken en Grimlachjes is ook na het overlijden van HaverSchmidt dikwijls herdrukt. Roelants verzorgde nog de zevende (1895), achtste (1904), negende (1908), tiende en elfde druk (niet te dateren). Toen in 1944 de rechten van de bundel vrijkwamen, kwam uitgeverij Oceanus uit Den Haag direct met een nieuwe uitgave van de bundel waarvan de inleiding en verklaringen geschreven zijn door K.H. de Raaf. Daarna werd Snikken en Grimlachjes door verschillende uitgevers gepubliceerd.

## Overig
De zelfmoordenaar, een van de romancen, een satire op de romantische dichter die zwelgend in verdriet dit tracht te behouden, is waarschijnlijk het beroemdste gedicht van Paaltjens.
Het werk heeft verscheidene andere artiesten geïnspireerd. Zo heeft Drs. P een reactie geschreven op het gedicht Aan Rika.